# Constant Sorin
 (mars 2018).
Si vous disposez d'ouvrages ou d'articles de référence ou si vous connaissez des sites web de qualité traitant du thème abordé ici, merci de compléter l'article en donnant les références utiles à sa vérifiabilité et en les liant à la section « Notes et références ».
Pour les articles homonymes, voir Sorin.
Constant Sorin, né en 1901 et mort en 1970, a été gouverneur de Guadeloupe de 1940 à 1943.

## Biographie
Il a reçu une formation militaire à Saint-Cyr (1923).
Après une courte carrière militaire, il choisit l’administration civile (concours de l'inspection des colonies). Nommé en Guadeloupe par Georges Mandel, il y débarque en avril 1940 juste avant la débâcle de juin 1940.

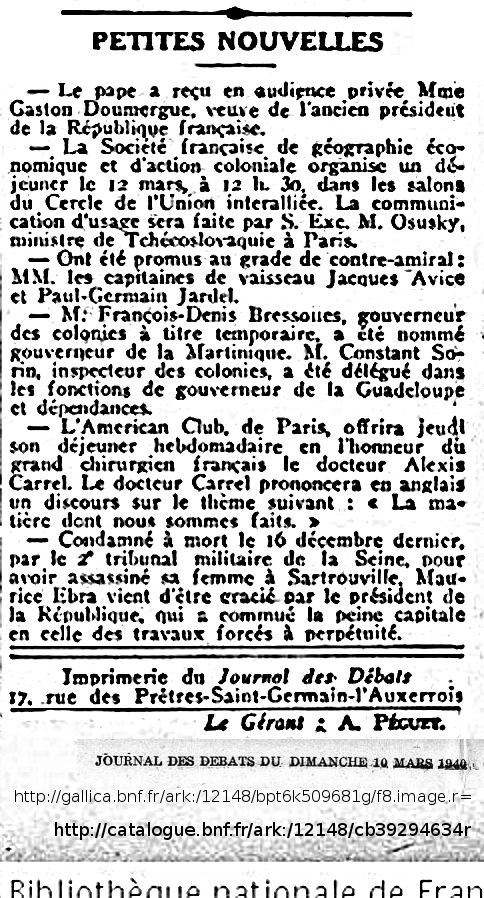
Constant Sorin nommé gouverneur de la Guadeloupe, 10 mars 1940

Sorin a été diversement apprécié de l'opinion. Pour ceux qui se sont opposés à lui, le reproche concerne le ralliement à Vichy. À la vérité, le pouvoir de Vichy n’a pas eu à s’implanter et prolongeait administrativement la République. Les fonctionnaires de Vichy aux Antilles sont ceux de la République (Sorin est ainsi nommé par la République en 1940. Quant à l’amiral Robert, Haut-commissaire de la République sur le théâtre de l’Atlantique ouest, il est nommé en Martinique dès 1939 ; à la retraite, il a demandé à reprendre du service). Petit à petit, on remplace les personnes, notamment un gouverneur décédé en Guyane, et un gouverneur en Martinique.
Le 10 octobre 1940, il interdit dans les lieux publics l'usage de tous postes étrangers sans distinction ainsi que l'usage des haut-parleurs et des appareils TSF qui ne doivent pas être audible depuis l'extérieur.
Le discours publié au journal officiel du 14 mars 1942 peut nourrir le mythe de l'autosuffisance guadeloupéenne sous Sorin et fonder des discours sur la Guadeloupe qui doit enfin « se réveiller ». À la vérité, le résultat matériel est fort médiocre, ce qui concorde avec la mémoire d'une époque très difficile : 
- Appel aux agriculteurs et aux industriels guadeloupéens :

« Avant de compter sur les autres, comptez sur vous-mêmes. L'heure est venue de vous mettre courageusement au travail, et avec acharnement. Il faut produire. Hier vous avez fait un effort pour vos cultures vivrières et pour la culture du manioc... maintenez de toutes vos forces les cultures d'exportation à leur potentiel actuel, mais ne les développez pas. La prudence l'exige, car nul ne sait de quoi demain sera fait. Intensifiez au contraire les cultures de consommation. Que ce pays devienne, grâce à vous, un pays d'arachide et vous aurez votre huile, denrée de première nécessité. Plantez du ricin, plantez des cocotiers, et vous aurez votre savon. Plantez du sisal et vous aurez de la corde et de la ficelle ... il s'agit aujourd'hui de la vie de votre pays et de son avenir ».
Pour soutenir ce programme, Sorin prit plusieurs arrêtés comme celui interdisant l'abattage des arbres fruitiers (arbres à pain, manguiers etc).

## L'Effort guadeloupéen
L'absence de produits importées fut cruellement ressentie. Sorin se lança dans une politique, « l'Effort Guadeloupéen », visant le développement de productions locales. Si les aïeux guadeloupéens se souviennent encore de cette période héroïque, il ne faut pas croire, pour autant, que « l'Effort Guadeloupéen » assura l'autosubsistance. On admettra que l'époque a favorisé une prise de conscience de la dépendance extérieure.
Sorin voulait pousser les grands propriétaires terriens aux cultures vivrières, mais les superficies concernées restèrent limitées. La gendarmerie de Sainte-Rose notait de l'usine Bonne-Mère qu'elle ne consacrait aux vivres que 30 hectares sur 1600 (moins de 2 %). Indifférents aux difficultés de la main d'œuvre, méfiants des retombées des lois sur les rhums et sucres, les usiniers cherchaient avant tout à produire et stocker du sucre pour le vendre après la guerre en profitant d'une conjoncture à la hausse. Les quelques cultures vivrières entreprises ne suffirent donc pas à pallier les difficultés du moment. Or, même si beaucoup affirment qu'on ne mourut jamais de faim en Guadeloupe, il faut admettre que la situation eut un impact non négligeable sur la santé des Guadeloupéens, ce qu'illustre, par exemple, la courbe du mouvement démographique. La mortalité augmenta subrepticement après le blocus total du premier semestre 1943. Cela témoigne de l'ampleur des privations. Cette situation a probablement contribué à accélérer, en 1943, le phénomène de résistance observé depuis le début du conflit. Le 30 avril 1943, à Port-Louis, des militants font irruption à la gendarmerie, la répression est brutale et le 15 juillet, il est relevé de ses fonctions et quitte l'île sous les quolibets de la population. Il est remplacé par Georges Poirier (d)  qui demande à la population guadeloupéenne de s'unir et de travailler à la libération de la France.

## Postérité
Son nom fut donné à la banane verte par dérision, Ti-Sorin.
L'expression An tan Sorin ou En tan Sorin est synonyme de privation,.

### Filmographie
- An tan Sorin : Guadeloupe sous le régime de Vichy, de Concept X formation (prod.) et de Jean-Claude Barny (réal.), 2018, docu-fiction[8]